# 디자이너잡
디자이너잡은 대한민국의 ‘디자인 전문 취업포털’이다. 2002년 9월 서비스를 시작한 디자이너잡은 패션, 웹, 시각, 그래픽, 게임, 건축 등 디자인 분야의 전반적인 채용정보를 제공하고 있으며, 채용정보 외에도 포트폴리오, 교육정보, 공모전 정보 등을 제공하고 있다. 또한, 부산디자인센터, 다산인재개발원, 서울모드패션전문학교, 커리어 등 매스컴분야의 주요 기관 및 산업체와의 제휴를 통해 채용정보를 제공하고 있다.

## 언론 채널
- 어패럴뉴스 보관됨 2018-10-16 - 웨이백 머신
- 한국섬유신문

## 정부/협회 채널
- 고용노동부 워크넷 홈페이지
- 한국디자인진흥원 홈페이지
- 한국캐릭터디자이너협회 홈페이지

## 같이 보기
- 한국디자인진흥원
- 서울디자인재단